# Đông phương tam hiệp
Đông phương tam hiệp (tiếng Trung: 東方三俠, tiếng Anh: The Heroic Trio) là một bộ phim điện ảnh Hồng Kông thuộc thể loại hành động - khoa học viễn tưởng công chiếu năm 1993 do Đỗ Kỳ Phong làm đạo diễn. Với sự tham gia của ba ngôi sao nữ chính gồm Dương Tử Quỳnh, Mai Diễm Phương và Trương Mạn Ngọc, phim theo chân ba cô gái sát thủ cùng nhau giải cứu những đứa bé trong thành phố đang bị lão pháp sư điên thâu tóm để thống trị thế giới. Bộ phim khởi chiếu tại Hồng Kông từ ngày 12 tháng 2 năm 1993.
Phần hai của bộ phim, có tựa là Đông phương tam hiệp 2: Nữ hào hiệp, cũng chính thức khởi chiếu vào năm 1993.

## Nội dung
Trần Công Công là một pháp sư điên sống dưới lòng đất chuyên đào tạo nhiều sát thủ chuyên nghiệp. Với mong muốn thống trị thế giới, hắn đã cho ra lệnh bắt nhốt hết tất cả những đứa trẻ mới sinh trong thành phố để từ đó hắn có thể cai trị lũ quỷ dữ để làm bá chủ thiên hạ. Rất nhiều cảnh sát đã đến để giải cứu và tiêu diệt pháp sư hung ác kia nhưng đều thất bại vì sức mạnh của hắn quá mạnh.
Trong hoàn cảnh đó, trên thành phố đã xuất hiện ba cô gái có tên Đông Đông, Trần Thất và Tâm Tĩnh. Họ là những người có nhiều sức mạnh khác nhau nhưng đều cùng chung một quá khứ đầy ám ảnh. Đứng trước nguy cơ diệt vong, cả ba cô gái quyết đi tìm tiêu diệt lão pháp sư để giải cứu thế giới.

## Diễn viên
- Dương Tử Quỳnh trong vai Tâm Tĩnh/Trần San/Thanh Thanh
- Mai Diễm Phương trong vai Đông Đông
- Trương Mạn Ngọc trong vai Trần Thất
- Lưu Tùng Nhân trong vai Lưu Khởi Văn
- Huỳnh Thu Sinh trong vai Trần Cửu
- Nhậm Thi Quan trong vai Trần Công Công
- Bạch Thi Thiên trong vai tiến sĩ

### Sách
- Willis, Donald C. (1997). Horror and Science Fiction Films IV. Scarecrow Press. ISBN 0-8108-3055-8.